# 헤르보르

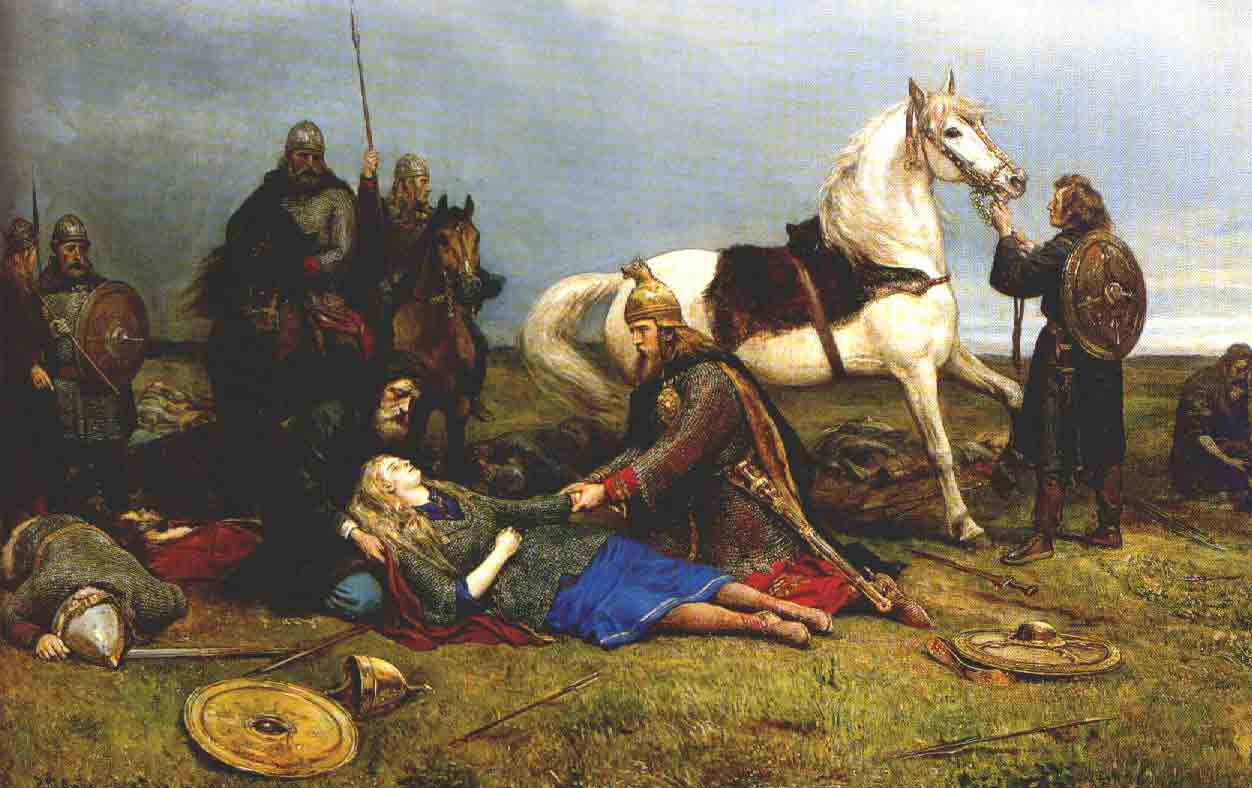
죽어가는 헤이드레크의 딸 헤르보르.

헤르보르(고대 노르드어: Hervǫr)는 티르핑 대계의 여성 등장인물 두 명의 이름이다. 첫 번째 헤르보르는 앙간튀르의 딸이고, 두 번째 헤르보르는 첫 번째 헤르보르의 아들 헤이드레크의 딸로 첫 번째 헤르보르의 손녀이다.
〈볼룬드의 서사시〉에는 헤르보르라는 이름의 발키리가 볼룬드와 결혼하는데, 그 헤르보르는 헤르보르 알비트 문서를 참조.

## 앙간튀르의 딸 헤르보르

### 유년기
헤르보르는 아버지 앙간튀르가 스웨덴의 영웅 햘마르와 싸우다 죽고 나서 태어났다. 어머니는 뱌르마르(Bjarmar) 야를의 딸 스바파(Svafa)였다. 길쌈을 배우거나 농노가 되는 다른 여자아이들과 달리 헤르보르는 사내아이들만큼 자신이 강하다는 것을 증명하고 궁술, 검술, 기마술을 배웠다.
헤르보르는 남장을 하고 "효르바르드"(Hjǫrvard)라는 남자 이름을 자칭하며 싸우고 죽이고 약탈을 하면서 살았다. 그러다 자기 아버지가 누구인지 알게 되자 자신도 아버지처럼 살겠다고 마검 티르핑을 찾아 나서게 된다.

### 망자 소환
어느 날 헤르보르는 패거리를 이끌고 삼쇠섬의 무나르바그라는 곳에 도착했으나, 귀신 들린 섬에 발을 디딜 만큼 용감한 사람은 헤르보르 혼자밖에 없었다. 헤르보르가 섬에 상륙하고 배에 남은 부하들은 밤새 무덤의 봉분들 주위에 일어나는 일들 때문에 벌벌 떨었다. 헤르보르가 봉분들에 다가가자 봉분들의 위로 불꽃이 빛났고, 그녀는 그 중 가장 큰 불꽃으로 다가갔다. 그녀는 아버지의 딸로서 정당한 유산인 티르핑을 받으러 왔다고 말했다. 그러자 삼촌 열한 명의 영혼도 함께 소환되었고, 헤르보르는 재차 큰 목소리로 거친 말을 쏟아냈다. 드디어 아버지의 목소리가 들려왔으나, 그는 그녀의 요구를 들어줄 수 없다고 말했다. 헤르보르는 포기하지 않고 계속 자신의 정당한 유산을 요구했다.

### 유산을 요구하다
마침내 무덤이 열리고 그 가운데 불꽃이 타오르고 있었다. 헤르보르는 그 안에 자신의 아버지를 발견했으나, 아버지는 만일 그녀가 그 검을 사용하면 씨족의 모든 이들에게 죽음이 찾아올 것이라며 절대로 검을 가져가지 말 것을 경고했다. 그러나 헤르보르는 고집스럽게 계속 요구했다. 결국 검이 무덤 밖으로 튀어나왔고, 그렇게 열망하던 검을 붙잡은 헤르보르는 죽은 친척들에게 안녕을 고하고 해안으로 걸어갔다.
그러나 헤르보르가 해안에 도착해 보니 배들이 몽땅 사라져 있었다. 봉분에서 벌어지는 불꽃쇼와 천둥에 겁을 먹은 부하들이 도망쳐 버린 것이다.

### 커리어우먼
어째저째 섬에서 빠져나온 헤르보르는 글레시스벨리르에 있는 구드문드 왕의 궁전에 도착했다. 헤르보르는 여전히 남장을 하고 있었고 스스로를 효르바르드라고 칭했다. 그녀는 왕과 타플 놀이를 하면서 교활하게 왕이 이기게 해 주었다. 그러나 한 가신이 의자 위에 올려둔 티르핑을 뽑아 보려고 하자 그녀는 그 가신을 죽이고 말았다. 이후 헤르보르는 해적질에 복귀했고, 멀리 널리 세상을 탐험하고 다녔다.

### 은퇴하고 정착하다
모험에 지친 헤르보르는 양아버지 뱌르트마르(Bjartmar)에게로 돌아갔다. 뱌르트마르의 거처에 도착한 헤르보르는 다른 여자들이 으레 그렇듯 길쌈하고 자수를 놓으며 살았고, 아름답고 예절바른 아가씨로 알려지게 되었다.
구드문드 왕의 아들 호푼드(Hǫfund)가 와서 그녀에게 청혼했고, 헤르보르는 승낙했다. 늙은 구드문드 왕은 성대한 결혼식을 열었고, 왕국을 젊은 아들 내외에게 물려주었다. 부부는 행복하게 살았고 앙간튀르와 헤이드레크라는 두 아들을 낳았다.
마검 티르핑의 저주는 여전히 발휘되고 있었기에, 헤이드레크는 형제 앙간튀르를 티르핑으로 죽이고 검을 차지한다.
|  |                                |  |  |  |  |  |  |  |  |  |  |  |  |  |  |  |
|  | 4. 베르세르크 아릉그림         |  |  |  |  |  |  |  |  |  |  |  |  |  |  |  |
|  |                                |  |  |  |  |  |  |  |  |  |  |  |  |  |  |  |
|  |                                |  |  |  |  |  |  |  |  |  |  |  |  |  |  |  |
|  | 2. 베르세르크 앙간튀르         |  |  |  |  |  |  |  |  |  |  |  |  |  |  |  |
|  |                                |  |  |  |  |  |  |  |  |  |  |  |  |  |  |  |
|  |                                |  |  |  |  |  |  |  |  |  |  |  |  |  |  |  |
|  | 20. 오딘의 아들 시그를라미     |  |  |  |  |  |  |  |  |  |  |  |  |  |  |  |
|  |                                |  |  |  |  |  |  |  |  |  |  |  |  |  |  |  |
|  |                                |  |  |  |  |  |  |  |  |  |  |  |  |  |  |  |
|  | 10. 가르다리키 왕 스바프를라미 |  |  |  |  |  |  |  |  |  |  |  |  |  |  |  |
|  |                                |  |  |  |  |  |  |  |  |  |  |  |  |  |  |  |
|  |                                |  |  |  |  |  |  |  |  |  |  |  |  |  |  |  |
|  | 5. 가르다리키 왕녀 에위푸라    |  |  |  |  |  |  |  |  |  |  |  |  |  |  |  |
|  |                                |  |  |  |  |  |  |  |  |  |  |  |  |  |  |  |
|  |                                |  |  |  |  |  |  |  |  |  |  |  |  |  |  |  |
|  | 1. 여해적 헤르보르             |  |  |  |  |  |  |  |  |  |  |  |  |  |  |  |
|  |                                |  |  |  |  |  |  |  |  |  |  |  |  |  |  |  |
|  |                                |  |  |  |  |  |  |  |  |  |  |  |  |  |  |  |
|  | 6. 뱌르마르 야를               |  |  |  |  |  |  |  |  |  |  |  |  |  |  |  |
|  |                                |  |  |  |  |  |  |  |  |  |  |  |  |  |  |  |
|  |                                |  |  |  |  |  |  |  |  |  |  |  |  |  |  |  |
|  | 3. 스바파                      |  |  |  |  |  |  |  |  |  |  |  |  |  |  |  |
|  |                                |  |  |  |  |  |  |  |  |  |  |  |  |  |  |  |
|  |                                |  |  |  |  |  |  |  |  |  |  |  |  |  |  |  |

## 헤이드레크의 딸 헤르보르
헤이드레크는 딸을 낳아 헤르보르라는 이름을 붙였다. 헤르보르는 스캴드메르(여전사)였으며 뮈르크비드를 마주보는 고트족의 요새의 사령관이었다. 그 뒤 헤르보르는 훈족과의 전투에서 전사하게 된다.
|  |                               |  |  |  |  |  |  |  |  |  |  |  |  |  |  |  |
|  | 4. 고트인의 왕 호푼드         |  |  |  |  |  |  |  |  |  |  |  |  |  |  |  |
|  |                               |  |  |  |  |  |  |  |  |  |  |  |  |  |  |  |
|  |                               |  |  |  |  |  |  |  |  |  |  |  |  |  |  |  |
|  | 2. 고트인의 왕 헤이드레크     |  |  |  |  |  |  |  |  |  |  |  |  |  |  |  |
|  |                               |  |  |  |  |  |  |  |  |  |  |  |  |  |  |  |
|  |                               |  |  |  |  |  |  |  |  |  |  |  |  |  |  |  |
|  | 20. 베르세르크 아릉그림       |  |  |  |  |  |  |  |  |  |  |  |  |  |  |  |
|  |                               |  |  |  |  |  |  |  |  |  |  |  |  |  |  |  |
|  |                               |  |  |  |  |  |  |  |  |  |  |  |  |  |  |  |
|  | 10. 베르세르크 앙간튀르       |  |  |  |  |  |  |  |  |  |  |  |  |  |  |  |
|  |                               |  |  |  |  |  |  |  |  |  |  |  |  |  |  |  |
|  |                               |  |  |  |  |  |  |  |  |  |  |  |  |  |  |  |
|  | 21. 가르다리키 왕녀 에위푸라  |  |  |  |  |  |  |  |  |  |  |  |  |  |  |  |
|  |                               |  |  |  |  |  |  |  |  |  |  |  |  |  |  |  |
|  |                               |  |  |  |  |  |  |  |  |  |  |  |  |  |  |  |
|  | 5. 여해적 헤르보르            |  |  |  |  |  |  |  |  |  |  |  |  |  |  |  |
|  |                               |  |  |  |  |  |  |  |  |  |  |  |  |  |  |  |
|  |                               |  |  |  |  |  |  |  |  |  |  |  |  |  |  |  |
|  | 11. 스바파                    |  |  |  |  |  |  |  |  |  |  |  |  |  |  |  |
|  |                               |  |  |  |  |  |  |  |  |  |  |  |  |  |  |  |
|  |                               |  |  |  |  |  |  |  |  |  |  |  |  |  |  |  |
|  | 1. 스캴드메르 헤르보르        |  |  |  |  |  |  |  |  |  |  |  |  |  |  |  |
|  |                               |  |  |  |  |  |  |  |  |  |  |  |  |  |  |  |
|  |                               |  |  |  |  |  |  |  |  |  |  |  |  |  |  |  |
|  | 6. 가르다리키 왕 롤라우그     |  |  |  |  |  |  |  |  |  |  |  |  |  |  |  |
|  |                               |  |  |  |  |  |  |  |  |  |  |  |  |  |  |  |
|  |                               |  |  |  |  |  |  |  |  |  |  |  |  |  |  |  |
|  | 3. 가르다리키 왕녀 헤르게르드 |  |  |  |  |  |  |  |  |  |  |  |  |  |  |  |
|  |                               |  |  |  |  |  |  |  |  |  |  |  |  |  |  |  |
|  |                               |  |  |  |  |  |  |  |  |  |  |  |  |  |  |  |